# Elisenhof (Wüstung)
Elisenhof ist ein ehemaliger Wohnplatz im Kreis Regenwalde in der Provinz Pommern, heute im Gebiet der Woiwodschaft Westpommern in Polen gelegen.
Die Wüstung liegt in Hinterpommern, etwa 70 km östlich von Stettin und etwa 6 km südlich der Kreisstadt Łobez (Labes).
Der Wohnplatz wurde im Jahre 1850 als Vorwerk des Rittergutes in Lessenthin angelegt. Der Gutsbesitzer von Lessenthin, Ludwig von Borcke, wies dem neuen Vorwerk 966 Morgen Land zur Bewirtschaftung zu. Die Bodenbeschaffenheit war teils mittelmäßig, teils schlecht. Im Jahre 1852 wurde der Ortsname „Elisenhof“ amtlich genehmigt.
Um 1870 wurden in Elisenhof 20 Einwohner gezählt. Es wurden 1 Pferd und 840 Schafe gehalten.
1871 hatte Elisenhof ein Wohnhaus und 15 Einwohner.
Bis 1945 bildete Elisenhof einen Wohnplatz in der Gemeinde Lessenthin und gehörte mit dieser zum Kreis Regenwalde in der Provinz Pommern.
1945 kam Elisenhof, wie ganz Hinterpommern, an Polen. Heute liegt der Wohnplatz wüst. Die Wüstung liegt im Gebiet der polnischen Gmina Węgorzyno (Stadt- und Landgemeinde Wangerin).